# Pholcus mianshanensis
Espèce
Pholcus mianshanensis est une espèce d'araignées aranéomorphes de la famille des Pholcidae.

## Distribution
Cette espèce est endémique du Shanxi en Chine,.

## Description
Le mâle holotype mesure 3,7 mm.

## Étymologie
Son nom d'espèce, composé de mianshan et du suffixe latin -ensis, « qui vit dans, qui habite », lui a été donné en référence au lieu de sa découverte, le Mianshan.

## Publication originale
- Zhang & Zhu, 2009 : A review of the genus Pholcus (Araneae: Pholcidae) from China. (Zootaxa, no 2037, p. 1-114.